# Teanna Kai

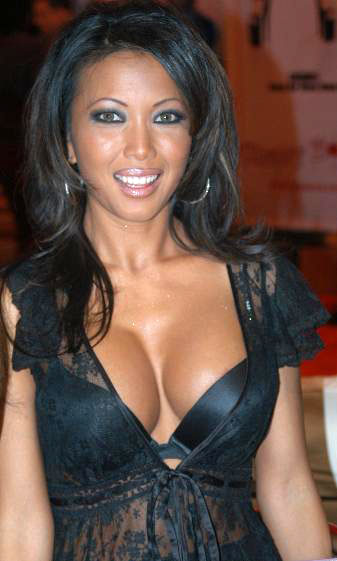
Teanna Kai (2005)

Teanna Kai (* 25. März 1978, nach anderer Quelle 15. Januar 1971 in Houston, Texas) ist eine amerikanische Pornodarstellerin und Schauspielerin asiatischer Abstammung.

## Karriere
Teanna Kai gab ihr Filmdebüt 1999 in Primal Urge und drehte in Folge über 170 Hardcorefilme (Stand: Mai 2016). 2001 war sie Pet of the Month October 2001 des Penthouse Magazins. Während ihrer Karriere drehte sie hauptsächlich lesbische Hardcorefilme. Im Jahr 2007 drehte sie ihren letzten Film und beendete ihre aktive Pornokarriere.
Neben ihren Auftritten in pornographischen Produktionen war sie auch in mehreren Erotikfilmen im Fernsehen als Schauspielerin zu sehen. So spielte sie im Film Sexual Magic von Edward Holzman 2001 die Hexe Kate. Sexual Magic wurde produziert von Indigo Entertainment und ausgestrahlt bei Showtime sowie Showtime Too. Ebenfalls 2001 spielte sie die Rolle der Sue in Hollywood Sex Fantasy von Kelley Cauthen. Im Film Body & Soul, der auch unter dem Titel The Sex Substitute im Fernsehen ausgestrahlt wurde, spielte sie die Rolle der Karen.

## Filmografie (Auswahl)

### Pornographische Filme
- 1999: The 4 Finger Club 5
- 2001: Asian Sorority Girls
- 2001 & 2002: Pussyman’s Decadent Divas 11, 17, 18 & 20
- 2002: Loss By Ecstasy
- 2003: The Pet Project
- 2003: Maid to Order
- 2003: Nurse Teanna
- 2004: Soloerotica 5
- 2005: Girlvana
- 2005: Nasty Girls
- 2006: Grub Girl
- 2006: Lipstick Lesbians
- 2006: Teanna Kai is the Teacher
- 2007: Teanna Kai AKA Filthy Whore

### Sonstige Auftritte
- 2001: Thrills (Fernsehserie) (1 Episode)
- 2001: Sexual Magic
- 2001: Hollywood Sex Fantasy
- 2003: Hotel Erotica (Fernsehserie) (1 Episode)
- 2006: Body & Soul

## Auszeichnungen
- 2004: AVN Award „Best All-Girl Sex Scene – Film“ (mit Dru Berrymore)